# Crâng

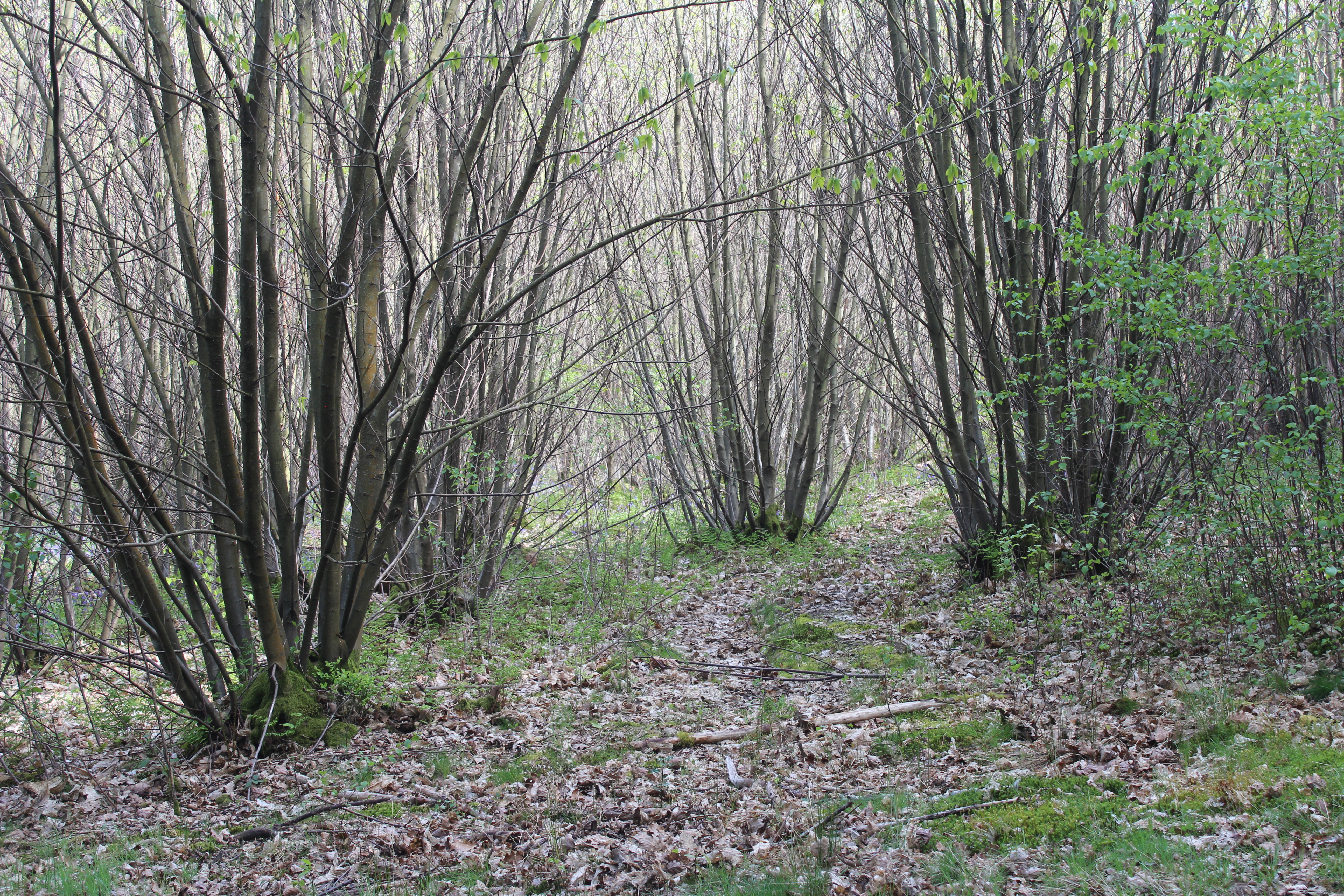
Crâng de castani

Crângul este o zonă de pădure tânără în care arborii sau arbuștii sunt tăiați periodic la nivelul solului sau de sus pentru a stimula regenerarea lor pe cale vegetativă (din lăstari sau din drajoni) și a recolta lemn de mici dimensiuni pentru foc sau cherestea. Arborii și arbuștii din crâng se cresc până la 30-40 de ani, de obicei 7-20 de ani, după care sunt tăiați la începutul primăverii. Regimul crângului se aplică zăvoaielor, șleaurilor, salcâmetelor, aninișurilor, ceretelor și stejăretelor de stejar brumăriu și pufos din silvostepă, mai rar în făgete și plopișuri. Crângul este una dintre cele mai vechi metode de exploatare a pădurilor de foioase și a fost foarte răspândit mai ales în pădurile particulare din Europa. În România regimul crângului s-a restrâns treptat după naționalizarea padurilor (1948) prin conversiunea multor păduri de crâng la regimul de codru, actualmente ponderea sa fiind de numai 5% și aplică în gospodărirea răchităriilor, a culturilor de salcâm, în cazul sălcetelor și plopișurilor din Lunca și Delta Dunării, în aninișuri și pentru protecția malurilor cursurilor de apă.

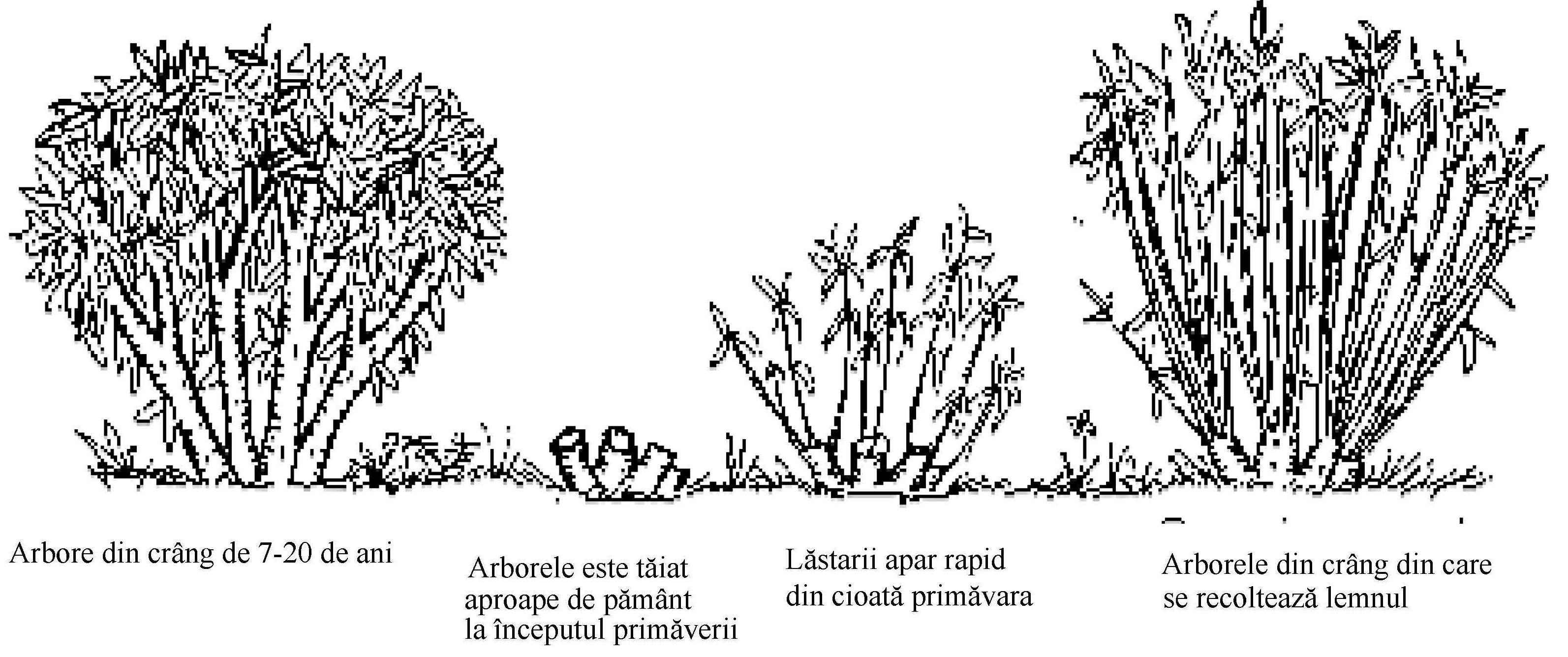
Exploatarea crângului